# 1000 Homo DJs
1000 Homo DJs (в переводе с англ. — «Тысяча геев-диджеев», см. также происхождение названия) — американская индастриал-рок-группа, существовавшая в 1988 и 1990 годах. Возникнув как совместный проект музыкантов лейбла Wax Trax! Records (в частности группы Ministry), группа получила известность в связи с кавер-версией песни «Supernaut» британской метал-группы Black Sabbath.

## Обзор

### Происхождение и название
1000 Homo DJs возник как побочный проект, который фронтмен Ministry Эл Йоргенсен планировал использовать для выпуска композиций, не вошедших на альбомы The Land of Rape and Honey и The Mind Is a Terrible Thing to Taste. Название же проекта возникло после встречи Йоргенсена с совладельцем Wax Trax! Джимом Нэшем; по одной версии, озвученной в интервью для Orlando CityBeat самим Йоргенсеном, последний представил демозаписи для прослушивания Нэшу, после чего тот заявил, что никто не купит запись, пока её не проиграет «тысяча геев-диджеев». По другой версии, озвученной в буклете сборника Black Box, фраза возникла после прослушивания Йоргенсеном и Нэшем неавторизованного ремикса на песню Revolting Cocks «We Shall Cleanse the World»; как говорится в тексте буклета, Нэш, успокаивая недовольного ремиксом Йоргенсена, уверил, что его послушает только «тысяча геев-диджеев».

### Участники
В буклетах, сопровождающих релизы проекта, все участники (за исключением Трента Резнора, неуказанного в буклетах; см. ниже) указаны только по псевдонимам. Тем не менее, личности большинства из них вполне узнаваемы:
- Бак Сатан (Buck Satan) — Эл Йоргенсен[4];
- Офицер Агро (Officer Agro) — предположительно Пол Баркер[англ.] либо Мартин Аткинс[5]; по другой версии — Джефф Вард[6];
- Айк Крулл (Ike Krull) — Майк Скачча[англ.];
- «Хор Храма Чепухи» (The Temple of Drool Choir) — Майк О'Коннелл, Уэс Кид[англ.], Брайан Сент-Клэр[англ.], Херб Розен, Джо Келли, Дэвид «Слэш» Вайдман, Джерри Роджерс;
- Уи Уилли Рифер (Wee Willie Reefer) — Билл Рифлин;
- Вива Нова (Viva Nova) — также известна как Mel’Amour, P.A.M. и позднее как Vivanovachicago[7]; часто отождествляется с Пэтти Марш (на тот момент — женой Йоргенсена)[6];
- Граф Рингуорм (Count Ringworm) — Джелло Биафра.

### Участие Трента Резнора
Участие Резнора в записях 1000 Homo DJs остаётся предметом обсуждения. Определённо известно, что Резнор записал свой вокал для кавер-версии песни «Supernaut». В этом варианте песня не была разрешена к выпуску, поскольку лейбл TVT Records, с которой Резнор и его группа Nine Inch Nails были связаны действовавшим контрактом, запретил его участие в проекте.
Непосредственная реакция Йоргенсена на ультиматум TVT остаётся неизвестной. Были распространены слухи, что после этого Йоргенсен замаскировал вокал Резнора с помощью эффекта дисторшн и выпустил в таком виде. Этот слух опровергли и Йоргенсен и Резнор. В 1992 году, говоря о «Supernaut» в интервью сервису Prodigy, Резнор говорит, что в конце концов он попросил переделывать всё без его участия. Йоргенсен сделал такое же заявление в 2003 году. В конечном итоге версия песни с вокалом Резнора была включена в сборник Black Box, изданном в 1994 году после банкротства Wax Trax! и его приобретения TVT.

## Дискография
Синглы
- 1988 — «Apathy»
- 1990 — «Supernaut»

Появления в сборниках
- 1994 — Black Box - Wax Trax! Records: The First 13 Years (различные исполнители)
  - Содержит «Supernaut (Trent Reznor Vocal Version)»
- 1994 — Nativity in Black (различные исполнители)
- 1998 — The Black Bible
  - Содержит «Supernaut»
- 2001 — Greatest Fits (Ministry)
  - Содержит ремикс на «Supernaut»
- 2004 — Side Trax (Ministry)
- 2008 — Cover Up (Ministry & Co-Conspirators)
  - Содержит ремикс на «Supernaut»

## Цитаты
1. ↑  «[Лейбл] TVT потребовал убрать вокал Резнора из записи, но Йоргенсен на самом деле лишь немного обработал соответствующую партию и сообщил, что перезаписал её.»[11]Оригинальный текст (англ.)TVT ordered Reznor's vocals removed from ["Supernaut"], but Jourgensen actually just altered them slightly and said he'd re-recorded it.
2. ↑  «Что бы вы ни думали, но во всех версиях „Supernaut“ поёт Резнор. Эл вернулся в студию и „исказил“ голос Трента достаточно, чтобы сбить с толку TVT и его адвокатов.»[12]Оригинальный текст (англ.)No matter what you hear, Trent sings on all the versions of Supernaut out there. … Al went back into the studios and just distorted Trent's vocals to confuse the lawyers, label and so on...
3. ↑  «К вопросу о 1000 Homo DJs... Эл Й[оргенсен] и я — друзья; мы вместе работали в Чикаго над „Supernaut“, и в итоге я записал вокал для этого трека; примерно тогда же я работал с Pigface. Зачем-то мне пришло в голову сообщить об этом TVT — моему тогдашнему лейблу. Те учинили такие проблемы Wax Trax!, — мы записывались у них, — что в итоге я сказал Элу переделывать всё без меня. На пластинке Wax Trax! вы услышите голос Эла, а на сингле (от себя добавлю — бутлеге) NIN — мой.»[13]Оригинальный текст (англ.)Regarding 1000 Homo DJS... Al J. & i are friends, we were together in Chicago while he was working on 'Supernaut' and i ended up singing it. (this was happening at the same time i was doing Pigface) I foolishly told my record company (TVT at that time) and they created all kinds of problems for Wax Trax (1000 homo DJS label) to the point where i finally told Al to redo it without me. The version that Wax Trax put out is Al, the version on the NIN (bootleg, i might add) single is me.
4. ↑  «<...> В версии с сингла Wax Trax! Records пою я. В той версии, что выпустил позднее TVT [в сборнике Black Box], пел Трент Резнор, но на ремиксе песня содержит мой вокал.»[15]Оригинальный текст (англ.)That would be me on the original, on WaxTrax! The later version released on TVT was Trent Reznor... then the remixed version had my vocals on it.